# Route du crémant
La Route du crémant parcourt 120 km du vignoble châtillonnais aux confins de la Côte-d'Or et de l'Aube.

## Parcours
Au nord de la Côte-d'Or et aux limites de l'Aube, la Route du crémant permet de découvrir le vignoble châtillonnais et les vins de producteurs, notamment du crémant de Bourgogne, à travers un circuit de 120 km qui emprunte les vallées de la Seine, de la Laigne et de l’Ource.

## Signalétique
Le circuit qui part de Châtillon-sur-Seine est jalonné de 74 panneaux conformes à la charte graphique de la Route des Vins de Bourgogne : Route du Crémant en écriture blanche sur fond marron avec logo du Syndicat viticole.

## Intérêt touristique

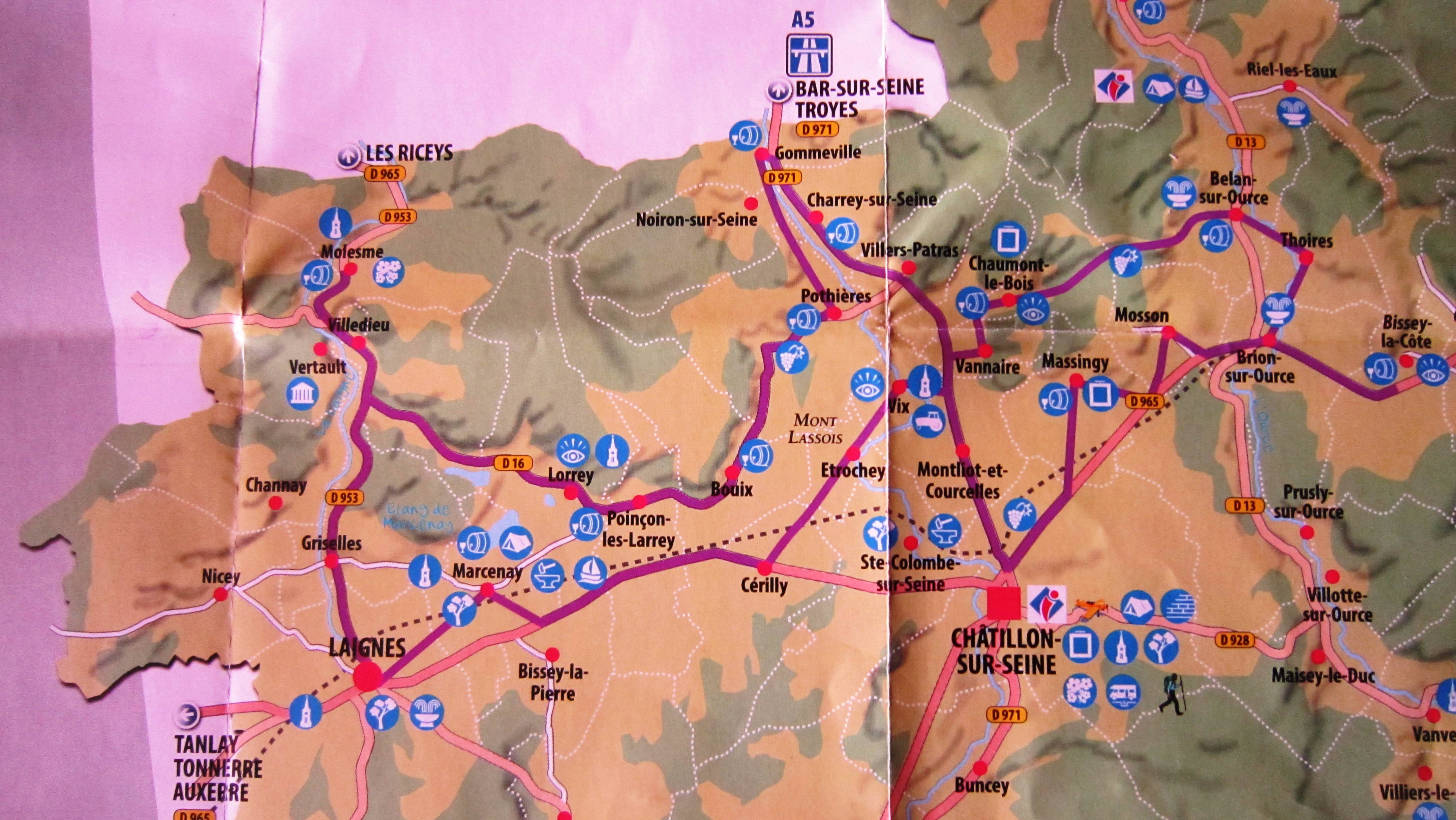
La route du Crémant
(source Office du tourisme du pays châtillonnais)

Outre la ville de Châtillon-sur-Seine et son musée qui renferme le célèbre vase de Vix, le circuit passe par ou à proximité des grands sites historiques et archéologiques de la région : l’abbaye de Molesme, Vertillum, Vix, le mont Lassois... la forêt de Châtillon-sur-Seine.
Il comporte deux étapes-musées de vignerons dédiés au crémant :
- le musée du vigneron à Chaumont-le-Bois[3]
- l'œnocentre Ampélopsis à Massingy[4]

Le crémant du châtillonnais fait l'objet d'une célébration particulière chaque 3e week-end de mars à l'occasion de la fête du Tape chaudron.